# キング 罪の王
『キング 罪の王』（The King）は、2005年制作のアメリカ映画。

## ストーリー
海軍を退役した青年エルヴィスは、亡き母から聞かされていた父親に会うため、テキサス南部の小さな町へとやって来た。父デヴィッドは、今では牧師となり、美しい妻と2人の子供と幸せな家庭を築いていた。

## キャスト
- ガエル・ガルシア・ベルナル：エルヴィス・バルデレス
- ウィリアム・ハート：デビッド・サンダウ
- ペル・ジェームズ：マレリー・サンダウ
- ポール・ダノ：ポール・サンダウ
- ローラ・ハリング：トゥワイラ・サンダウ

### 日本語版吹き替え
- エルヴィス: 加瀬康之
- マリー:外村晶子